# Watzmann ermittelt
Watzmann ermittelt ist eine deutsche Krimiserie der ARD, die in und um Berchtesgaden – mit dem namensgebenden Watzmann – spielt. Hauptdarsteller sind Andreas Giebel, Peter Marton und Katharina Leonore Goebel in den Rollen der ermittelnden Hauptkommissare. Die Serie wird seit dem 8. Mai 2019 im Ersten ausgestrahlt. Die Serie startete mit sehr hohen Einschaltquoten, rund 3,30 Millionen Zuschauer schauten die erste Episode der Serie. Mit einem Marktanteil von 14,1 % legte die Serie den „besten Serienstart seit Jahren“ für das Erste hin.

## Handlung
Die Serie handelt von Kriminalhauptkommissar Benedikt Beissl, der mit seiner Frau Elisabeth und seinen drei Töchtern Johanna, Maria und Eva in Berchtesgaden lebt. Dort führte er vor Beginn der Serie sein Revier quasi im Alleingang, bis er Jerry Paulsen als neuen Kollegen bekommt, der aus Hamburg in den Süden gezogen ist. Beide werden von Max Ruffer unterstützt, der neben seinem Polizeidienst auch als Hobbymusiker Teil einer Band ist. Zwischen Benedikt und Jerry kommt es nicht nur durch dessen offene Art und seine modernen Ermittlungsmethoden zu Meinungsverschiedenheiten und kleineren Reibereien, sondern auch weil er der Freund von Beissls Tochter Johanna ist. Die zwei Kriminalhauptkommissare müssen in jeder Folge einen Mord, Mordversuch, vermutete Morde oder Entführung in der Gegend aufklären. Oft kennt der lokal verwurzelte Beissl sowohl die Opfer als auch deren Umfeld und potenzielle Täter.
Der für die Serie namensgebende Berg Watzmann, der sich in den Berchtesgadener Alpen und damit in unmittelbarer Nähe zu den Spielorten der Folgen befindet, ist in verschiedensten Szenen im Hintergrund zu sehen. Wie in Vorabendserien üblich, wird ein umfangreiches Szenenrecycling betrieben, abgesehen von der genannten Darstellung des Watzmanns ohne direkten Handlungsbezug auch das Vorfahren eines Streifenwagens vor dem Berchtesgadener Revier, gelegentlich erweitert durch die Abfahrt eines zweiten Streifenwagens. Häufig ist rätselhaft, wo das Fahrrad von Paulsen bleibt, wenn er mit diesem bei einem Tatort ankommt, dann aber von Beissl in dessen Dienstwagen mitgenommen wird.

## Besetzung
| Schauspieler             | Rollenname                 | Folgen | Jahre | Bemerkungen                                                                         |
| ------------------------ | -------------------------- | ------ | ----- | ----------------------------------------------------------------------------------- |
| Andreas Giebel           | Benedikt „Bene“ Beissl     | 1–     | 2019– | Kriminalhauptkommissar, Ehemann von Elisabeth Beissl                                |
| Peter Marton             | Gerald „Jerry“ Paulsen     | 1–     | 2019– | Kriminalhauptkommissar, Verlobter von Johanna Beissl                                |
| Nepo Fitz                | Max Ruffer                 | 1–     | 2019– | Polizeiobermeister                                                                  |
| Katharina Leonore Goebel | Sophia Strasser            | 29–    | 2022– | Polizeiobermeisterin später Kriminalkommissarin, Mutter von Luis, Ehefrau von Felix |
| Paulina Rümmelein        | Franziska „Franzi“ Behrend | 56–    | 2025– | Polizeimeisterin                                                                    |

| Schauspieler | Rollenname  | Folgen | Jahre     | Bemerkungen      |
| ------------ | ----------- | ------ | --------- | ---------------- |
| Sarah Thonig | Caro Reiser | 9–52   | 2021–2025 | Polizeimeisterin |

| Schauspieler            | Rollenname              | Folgen | Jahre     | Bemerkungen |
| ----------------------- | ----------------------- | ------ | --------- | --- |
| Barbara Weinzierl       | Elisabeth „Elli“ Beissl | 1–     | 2019–     | Ehefrau von Benedikt Beissl, Mutter von Johanna, Maria und Eva                                                                       |
| Ines Lutz               | Johanna Beissl          | 1–48   | 2019–2025 | Journalistin, Tochter von Benedikt und Elisabeth Beissl, Schwester von Maria und Eva Beissl, Verlobte von Jerry Paulsen              |
| Vanessa Eckart          | Johanna Beissl          | 49–    | 2025–     | Journalistin, Tochter von Benedikt und Elisabeth Beissl, Schwester von Maria und Eva Beissl, Verlobte von Jerry Paulsen              |
| Kathrin von Steinburg   | Maria Beissl            | 1–     | 2019–     | Tochter von Benedikt und Elisabeth Beissl, Schwester von Johanna und Eva Beissl, Mutter von Antonia (Toni), Freundin von Toni Pirzel |
| Leonie Brill            | Eva Beissl              | 1–48   | 2019–2025 | Tochter von Benedikt und Elisabeth Beissl, Schwester von Johanna und Maria Beissl                                                    |
| Sarah Giebel            | Marlene Vogt/Loder      | 6–     | 2019–     | Kellnerin |
| Eilin Aliza             | Ava Weingartner         | 49–    | 2025–     | Tochter von Rafa und Moni. Hat eine Ratte namens Nemo                                                                                |
| Trigal Sandberger Cañas | Kiki                    | 53, 55 | 2025–     | Avas Freundin |
| Katherina Mai           | Moni Weingartner        | 59, 60 | 2025–     | Mutter von Ava, Schwester von Elli                                                                                                   |
| Lilly Forgách           | Frau Lilly Maierhofer   | 1–60   | 2019–2025 | Gemeindesekretärin |
| Ben Blaskovic           | Toni Pirzel             | 31–    | 2022–     | Marias Vermieter und (später) Freund                                                                                                 |
| Jakob Graf              | Dr. Phillipp Hartmann   | 37–    | 2023–     | Gerichtsmediziner |

| Schauspieler   | Rollenname           | Folgen    | Jahre     | Bemerkungen         |
| -------------- | -------------------- | --------- | --------- | ------------------- |
| Genoveva Mayer | Dr. Sonja Bitterling | 2–36      | 2019–2023 | Gerichtsmedizinerin |
| Wolfgang Krebs | Pfarrer Hölleisen    | 8, 16, 18 | 2019–2021 | Pfarrer             |

## Episodenliste

### Übersicht
| Staffel | Episodenanzahl | Erstausstrahlung | Erstausstrahlung |
| Staffel | Episodenanzahl | Staffelpremiere  | Staffelfinale    |
| ------- | -------------- | ---------------- | ---------------- |
| 1       | 8              | 8. Mai 2019      | 26. Juni 2019    |
| 2       | 14             | 3. Feb. 2021     | 5. Mai 2021      |
| 3       | 17             | 21. Sep. 2022    | 8. Feb. 2023     |
| 4       | 9              | 30. Okt. 2024    | 8. Jan. 2025     |
| 5       | 12             | 15. Jan. 2025    | 2. Apr. 2025     |
| 6       | 8              | –                | –                |

### Staffel 1
Die 1. Staffel wurde zwischen dem 8. Mai 2019 und 26. Juni 2019 ausgestrahlt.
| Nr. (ges.) | Nr. (St.) | Originaltitel             | Erstausstrahlung D | Regie            | Drehbuch                      | Zuschauer |
| ---------- | --------- | ------------------------- | ------------------ | ---------------- | ----------------------------- | --------- |
| 1          | 1         | Der Alte vom Berg         | 8. Mai 2019        | Tom Zenker       | Paul J. Milbers               | 3,30 Mio. |
| 2          | 2         | Almsünde                  | 15. Mai 2019       | Tom Zenker       | Stefan Betz                   | 2,58 Mio. |
| 3          | 3         | Der Tote von der Bobbahn  | 22. Mai 2019       | Tom Zenker       | Karin Michalke                | 2,27 Mio. |
| 4          | 4         | Kalkül oder Liebe         | 29. Mai 2019       | Tom Zenker       | Julie Fellmann                | 2,25 Mio. |
| 5          | 5         | Fluch am Eckstein         | 5. Juni 2019       | Carsten Fiebeler | Herbert Kugler, Stefan Hering | 2,03 Mio. |
| 6          | 6         | Inkognito                 | 12. Juni 2019      | Carsten Fiebeler | Paul J. Milbers               | 2,00 Mio. |
| 7          | 7         | Familienbande             | 19. Juni 2019      | Carsten Fiebeler | Simone Zahn                   | 1,71 Mio. |
| 8          | 8         | Der Fischer vom Königssee | 26. Juni 2019      | Carsten Fiebeler | Karin Michalke, Klaus Rohne   | 1,94 Mio. |

### Staffel 2
Am 10. Dezember 2020 kündigte die ARD die 2. Staffel mit 16 neuen Folgen an. Zwischen dem 3. Februar 2021 und dem 5. Mai 2021 wurden aber nur 14 neue Folgen gezeigt, bevor ab 12. Mai die 1. Staffel nochmal wiederholt wurde. Die Folgen 23 und 24 wurden im September 2022, als Auftakt der 3. Staffel ausgestrahlt.
| Nr. (ges.) | Nr. (St.) | Originaltitel              | Erstausstrahlung D | Regie           | Drehbuch                             | Zuschauer |
| ---------- | --------- | -------------------------- | ------------------ | --------------- | ------------------------------------ | --------- |
| 9          | 1         | Jambo                      | 3. Feb. 2021       | John Delbridge  | Christian Lex, Angelika Schwarzhuber | 2,99 Mio. |
| 10         | 2         | Löwinnen                   | 10. Feb. 2021      | John Delbridge  | Herbert Kugler                       | 2,99 Mio. |
| 11         | 3         | Schein und Sein            | 17. Feb. 2021      | Heidi Kranz     | Christine Otto, Sophia Immich        | –         |
| 12         | 4         | Nouvelle cuisine           | 24. Feb. 2021      | John Delbridge  | Jochen Greve, Martin Walch           | –         |
| 13         | 5         | Abschlag                   | 3. März 2021       | Heidi Kranz     | Ulrike Barlow                        | –         |
| 14         | 6         | Dritter Frühling           | 10. März 2021      | John Delbridge  | Henriette Bär                        | 3,04 Mio. |
| 15         | 7         | Neue Zeiten                | 17. März 2021      | Heidi Kranz     | Herbert Kugler                       | –         |
| 16         | 8         | Kristalle glänzen ewig     | 24. März 2021      | Heidi Kranz     | Christian Lex, Angelika Schwarzhuber | –         |
| 17         | 9         | Ein todsicheres Geschäft   | 31. März 2021      | Jörg Schneider  | Antje Bähr                           | –         |
| 18         | 10        | Weihnachtsmänner im Sommer | 7. Apr. 2021       | Jörg Schneider  | Christian Lex, Angelika Schwarzhuber | –         |
| 19         | 11        | Viva la Musica             | 14. Apr. 2021      | Jörg Schneider  | Herbert Kugler                       | –         |
| 20         | 12        | König Watzmann             | 21. Apr. 2021      | Jörg Schneider  | Jochen Greve, Martin Walch           | –         |
| 21         | 13        | Wo gehobelt wird           | 28. Apr. 2021      | Tanja Roitzheim | Gabriele Kusch, Mike Bäuml           | –         |
| 22         | 14        | Abgestürzt                 | 5. Mai 2021        | Tanja Roitzheim | Peter Dommaschk                      | –         |

### Staffel 3
Am 9. August 2022 kündigte die ARD die 3. Staffel mit 19 neuen Folgen an. Die Folgen 23 und 24, welche zur zweiten Staffel gehören, aber in dieser nicht ausgestrahlt wurden, werden zur dritten Staffel gezählt und wurden zum Auftakt ab dem 21. September 2022 ausgestrahlt. Die Ausstrahlung der 3. Staffel wurde nach Folge 39 abgebrochen, da ab dem 15. Februar 2023 die 6. Staffel der Rentnercops ausgestrahlt wurde.
| Nr. (ges.) | Nr. (St.) | Originaltitel       | Erstausstrahlung D | Regie           | Drehbuch                                  | Zuschauer |
| ---------- | --------- | ------------------- | ------------------ | --------------- | ----------------------------------------- | --------- |
| 23         | 1         | Der letzte Ritt     | 21. Sep. 2022      | Tanja Roitzheim | Antje Bähr                                | 2,79 Mio. |
| 24         | 2         | Sonnwend            | 28. Sep. 2022      | Tanja Roitzheim | Jochen Greve, Martin Walch                | 2,69 Mio. |
| 25         | 3         | Zwei Väter          | 5. Okt. 2022       | John Delbridge  | Herbert Kugler                            | 2,50 Mio. |
| 26         | 4         | Der tote Angler     | 12. Okt. 2022      | John Delbridge  | Nicola Dörper                             | 2,99 Mio. |
| 27         | 5         | Feuer unterm Dach   | 19. Okt. 2022      | John Delbridge  | Christian Lex, Angelika Schwarzhuber      | –         |
| 28         | 6         | Blattschuss         | 26. Okt. 2022      | John Delbridge  | Antje Bähr, Dirk Salomon, Thomas Wesskamp | –         |
| 29         | 7         | Martha Hari         | 2. Nov. 2022       | John Delbridge  | Herbert Kugler                            | 3,16 Mio. |
| 30         | 8         | Fremde Heimat       | 9. Nov. 2022       | John Delbridge  | Jochen Greve, Martin Walch                | 3,03 Mio. |
| 31         | 9         | Die entführte Braut | 16. Nov. 2022      | John Delbridge  | Antje Bähr                                | –         |
| 32         | 10        | Verbissen           | 30. Nov. 2022      | John Delbridge  | Gabriele Kusch, Mike Bäuml                | 3,27 Mio. |
| 33         | 11        | Bienenstich         | 7. Dez. 2022       | Julia Peters    | Christian Lex, Angelika Schwarzhuber      | –         |
| 34         | 12        | Rache ist bitter    | 21. Dez. 2022      | Julia Peters    | Maresa Wendleder                          | –         |
| 35         | 13        | Freier Fall         | 11. Jan. 2023      | Julia Peters    | Katharina Lang, Jonas Pflaumer            | –         |
| 36         | 14        | Tod eines Rangers   | 18. Jan. 2023      | Julia Peters    | Sophia Immich, Annett Walter              | –         |
| 37         | 15        | Die Unbeugsame      | 25. Jan. 2023      | John Delbridge  | Herbert Kugler                            | –         |
| 38         | 16        | Trachtenwahnsinn    | 1. Feb. 2023       | John Delbridge  | Korbinian Hamberger                       | –         |
| 39         | 17        | Die Käseprinzessin  | 8. Feb. 2023       | John Delbridge  | Jochen Greve, Martin Walch                | 3,24 Mio. |

### Staffel 4
Die Folgen 40 und 41, die zur dritten Staffel gehören, aber in dieser nicht ausgestrahlt wurden, werden zur vierten Staffel gezählt und wurden zum Auftakt ab dem 30. Oktober 2024 ausgestrahlt. Nach offizieller Zählung der ARD wird die Staffel mit Folge 52 enden.
| Nr. (ges.) | Nr. (St.) | Originaltitel     | Erstausstrahlung D | Regie                    | Drehbuch                             | Zuschauer |
| ---------- | --------- | ----------------- | ------------------ | ------------------------ | ------------------------------------ | --------- |
| 40         | 1         | Zweimal gestorben | 30. Okt. 2024      | John Delbridge           | Angelika Schwarzhuber, Christian Lex | 2,98 Mio. |
| 41         | 2         | Trugschluss       | 6. Nov. 2024       | Carsten Meyer-Grohbrügge | Uta Delbridge, Martina Borger        | 2,85 Mio. |
| 42         | 3         | Der letzte Tusch  | 13. Nov. 2024      | Carsten Meyer-Grohbrügge | Katharina Lang, Jonas Pflaumer       | 3,09 Mio. |
| 43         | 4         | Tödlicher Ehrgeiz | 20. Nov. 2024      | Carsten Meyer-Grohbrügge | Nicola Dörper                        | –         |
| 44         | 5         | Die Todesanzeige  | 27. Nov. 2024      | Carsten Meyer-Grohbrügge | Antje Baehr                          | 3,18 Mio. |
| 45         | 6         | Über den Wolken   | 4. Dez. 2024       | Julia Peters             | Christian Lex, Angelika Schwarzhuber | 3,15 Mio. |
| 46         | 7         | Ende einer Heldin | 11. Dez. 2024      | Julia Peters             | Herbert Kugler                       | 2,96 Mio. |
| 47         | 8         | Sommerschnee      | 18. Dez. 2024      | Julia Peters             | Olaf Köhler, Philipp Schneider       | 2,91 Mio. |
| 48         | 9         | Unter Falken      | 8. Jan. 2025       | Julia Peters             | Antje Bähr                           | 3,09 Mio. |

### Staffel 5
Die ursprünglich als letzte Folgen der 4. Staffel gedrehten Folgen 49–52 wurden seit dem 15. Januar 2025 als Auftakt der 5. Staffel ausgestrahlt.
| Nr. (ges.) | Nr. (St.) | Originaltitel      | Erstausstrahlung D | Regie          | Drehbuch                             | Zuschauer              |
| ---------- | --------- | ------------------ | ------------------ | -------------- | ------------------------------------ | ---------------------- |
| 49         | 1         | Die Moorleiche     | 15. Jan. 2025      | Dennis Satin   | Antje Bähr                           | 3,25 Mio. (15,6 % MA)  |
| 50         | 2         | Wettersturz        | 22. Jan. 2025      | Dennis Satin   | Jochen Greve, Martin Walch           | 3,49 Mio. (17,0 % MA)  |
| 51         | 3         | Schnee von gestern | 29. Jan. 2025      | Dennis Satin   | Angelika Schwarzhuber, Christian Lex | 3,16 Mio. (15,2 % MA)  |
| 52         | 4         | Tödliche Familien  | 5. Feb. 2025       | Dennis Satin   | Olaf Köhler, Philipp Schneider       | 3,12 Mio. (15,4 % MA)  |
| 53         | 5         | Sodom & Gomorrha   | 12. Feb. 2025      | John Delbridge | Herbert Kugler                       | 3,08 Mio. (15,3 % MA)  |
| 54         | 6         | Blutschnee         | 19. Feb. 2025      | John Delbridge | Emily Reimer, Katharina Russ         | 3,07 Mio. (15,3 % MA)  |
| 55         | 7         | Die Maske          | 26. Feb. 2025      | John Delbridge | Dennis Eick                          | 3,30 Mio. (16,5 % MA)  |
| 56         | 8         | Blinde Wut         | 5. März 2025       | John Delbridge | Antje Bähr                           | 3,38 Mio. (16,5 % MA)  |
| 57         | 9         | Vermisst           | 12. März 2025      | Felix Bärwald  | Jochen Greve, Martin Walch           | 3,006 Mio. (14,3 % MA) |
| 58         | 10        | Die Ötzi           | 19. März 2025      | Felix Bärwald  | Gabriele Kusch, Mike Engel           | 3,064 Mio. (15,7 % MA) |
| 59         | 11        | Ellis Schützling   | 26. März 2025      | Felix Bärwald  | Herbert Kugler                       | 2,968 Mio. (14,9 % MA) |
| 60         | 12        | Moderne Zeiten     | 2. Apr. 2025       | Felix Bärwald  | Angelika Schwarzhuber, Christian Lex | 3,056 Mio. (16,9 % MA) |

## Produktion

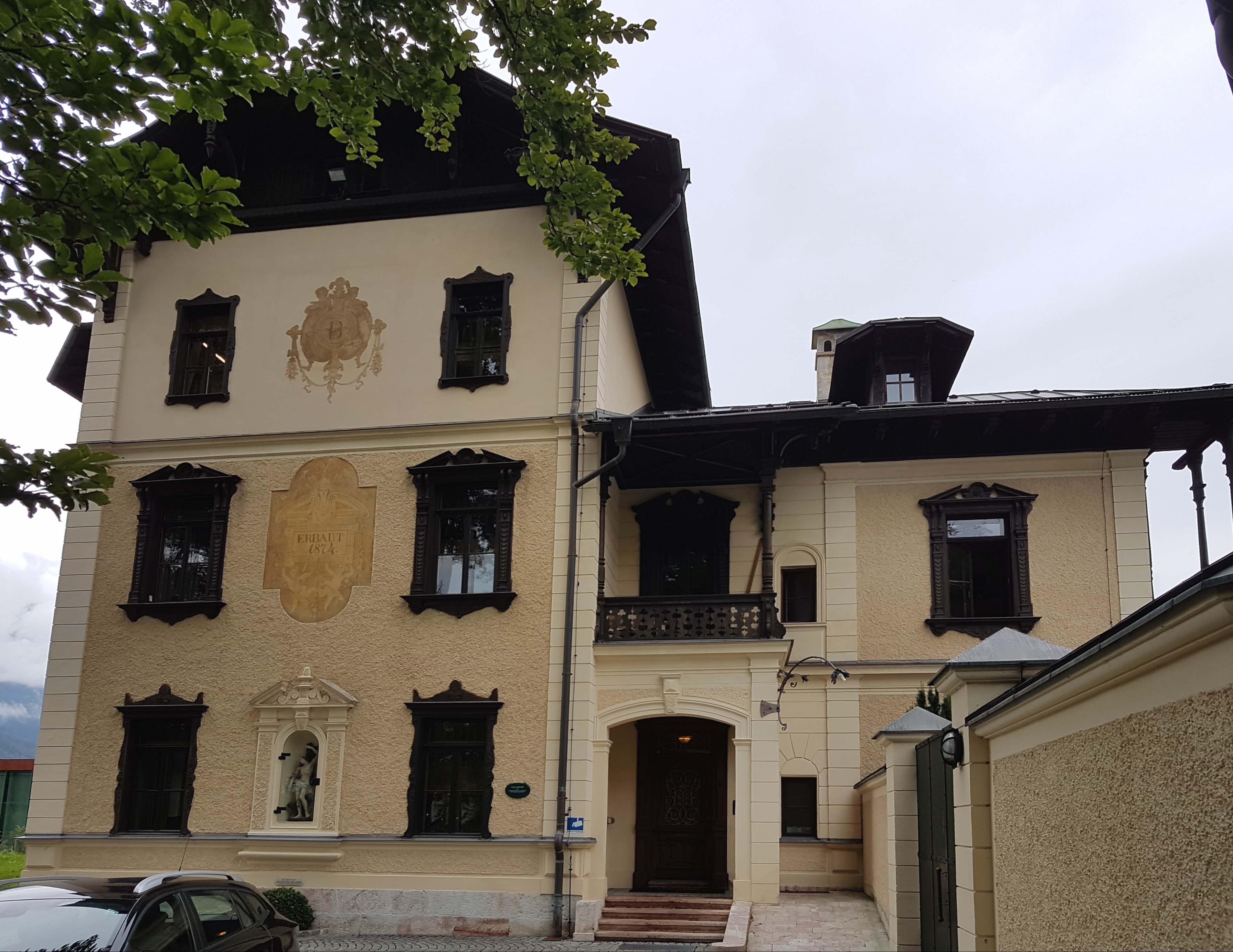
Einer der Drehorte: die Villa Bayer

Die erste Staffel mit acht Folgen wurde vom 17. Juli bis 12. Oktober 2018 (56 Drehtage) in München und Berchtesgaden gedreht. Sie wurde ab dem 8. Mai 2019 bis zum 26. Juni 2019 im Ersten ausgestrahlt. Die Dreharbeiten zur zweiten Staffel mit 16 Folgen begannen am 6. August 2019 und endeten am 29. Oktober 2019. Die Dreharbeiten zur 3. Staffel mit 17 neuen Folgen (25–41) fanden zwischen dem 16. Juni 2020 und dem 12. November 2020 sowie zwischen dem 18. Mai 2021 und dem 12. August 2021 statt. Von 16 geplanten Folgen der 2. Staffel wurden zwischen dem 3. Februar 2021 und dem 5. Mai 2021 zunächst nur 14 neue Folgen ausgestrahlt, die Ausstrahlung der Folgen 15 und 16 erfolgte im September 2022 als Auftakt der 3. Staffel. Die Dreharbeiten zur 4. Staffel mit zwölf weiteren Folgen (42–53) fanden vom 10. Mai 2022 bis 29. September 2022 statt, die Ausstrahlung ist zusammen mit den Folgen 40 & 41 die noch als Teil der 3. Staffel gedreht wurden, ab 30. Oktober 2024 vorhergesehen.
Am 15. Mai 2023 wurde der Dreh für eine 5. Staffel mit 12 weiteren Folgen (54–65), die bis in den Herbst 2023 andauern sollen, bestätigt. Am 12. Juni 2024 wurde bekannt gegeben, dass seit 28. Mai eine 6. Staffel mit 8 weiteren Episoden (66–73) gedreht wird. Die Dreharbeiten endeten am 22. August 2024. Die Ausstrahlung ist für 2025 vorgesehen. Am 23. Mai wurden die Dreharbeiten der Serie für eine 7. Staffel mit 8 neuen Folgen (74–81) sowie einem 90-minütigem Spielfilm Die Tränen der Madonna, welche am 13. Mai 2025 begannen, öffentlich bekannt gegeben.
Als Drehort für das Polizeirevier dient die denkmalgeschützte Villa Bayer in Berchtesgaden, in der sich seit 1987 tatsächlich die Polizeiinspektion Berchtesgaden befindet.

### Besonderheiten
Ben Blaskovic war in Folge 3 von Staffel 1 als Verdächtiger Tomi Aureiner zu sehen, bevor er seit Folge 31 die wiederkehrende Rolle des Vermieters von Maria Beissl übernahm, deren Freund er später wurde. In Folge 36 trat Jakob Graf in einer Episodenrolle noch als Mountainbiker Raik Freimann auf. Ab der darauffolgenden Folge 37 ist er seitdem als Rechtsmediziner Hartmann regelmäßig zu sehen. Bevor Paulina Rümmelein ab Folge 56 als Polizistin Franzi erstmals zu sehen war, spielte sie in Folge 33 die Rolle der Kim Oleg.

### Gastauftritte
In Folge 55 spielte Wolfgang Fierek in der Rolle des Herrn Herbert Pfeifer mit.

## Titelmusik
Die Titelmusik entstammt dem Lied Schultertanz von Pam Pam Ida und das Silberfischorchester. Steffen Kaltschmid komponierte die Filmmusik für die ersten 16 Folgen, danach übernahmen Axel Kroell, Daniel Vulcano und Robert Fuhrmann.